# Sechssilbler
Der Sechssilb(l)er ist in der Verslehre bei silbenzählendem Versprinzip ein Versmaß bzw. Vers mit sechs Silben. Gelegentlich, vor allem im Kontext antiker Dichtung, wird auch die Bezeichnung Hexasyllabus verwendet.